# Podlesie (Grzybowa Góra)
Podlesie – przysiółek wsi Grzybowa Góra w Polsce, położony w  województwie świętokrzyskim w powiecie skarżyskim w gminie Skarżysko Kościelne.
W latach 1975–1998 przysiółek administracyjnie należał do województwa kieleckiego.
Wierni Kościoła rzymskokatolickiego należą do parafii Świętych Apostołów Piotra i Pawła w Gadce.